# Heřman Landsfeld
Heřman Landsfeld (12. srpna 1899 Malenovice – 18. října 1984 Strážnice), byl tvůrce Modranské keramiky, sběratel, amatérský archeolog a popularizátor lidového uměnu.

## Život
Narodil se v Malenovicích na Moravě v rodině pekaře Karla Landsfelda. V roce 1913 vstoupil do učení v keramické dílny v Modre. Od roku 1923 působil už jako mistr. V tomto období byl už i jednou z nejvýznamnějších osobností „slovenské majoliky“ v Modre. Vytvořil zde vzorník, podle kterého se malují vzory na majoliku. Zařadil do něj tradiční slovenské folklórní a habánské vzory. V období jeho působení dosáhla Modranská keramika velmi vysoké úrovně a výrobna „Slovenská majolika" prožívala konjunkturu.
Od roku 1932 jako nadšený obdivovatel habánské keramiky a starého džbankářského umění začal zkoumat zaniklé dílny a střepové jámy v obcích na západním Slovensku, později i v sousedních obcích na Moravě. Své nálezy zpracovával a inventarizoval. Poznatky srovnával s literaturou o keramice a konzultoval s odborníky. Publikoval o keramice nespočet článků v denním tisku i odborných periodikách.
V roce 1939 odešel spolu s manželkou keramičkou Alžbětou Gajdovou do Strážnice. Zde si založil keramickou dílnu. Také se naplno začal věnovat archeologickému průzkumu, sběratelství a tvůrčí práci při keramickém kruhu. Po skončení druhé světové války se často vracel na Slovensko. V rozhlase a televizi propagoval hrnčířské řemeslo, účastnil se výstav a dělal přednášky.
Jeho sbírka zahrnuje habánskou fajans, slovenskou lidovou fajans, produkci Modranské keramické dílny. Obsahuje také zadýmovanou keramiku, hrnčířinu, hrnčířské nástroje a pomůcky.
Je pochovaný v Modre.